# Miriam Hyde
Miriam Beatrice Hyde AO, OBE (født 15. januar 1913 i Adelaide - død 11. januar 2005 i Sydney, Australien) var en australsk komponist, pianist, lærer og skribent.
Hyde studerede komposition klaver og komposition i London på Det Kongelige Musikkonservatorium hos bl.a. Arthur Benjamin og Gordon Jacob. Hun har skrevet orkesterværker, koncertmusik, kammermusik, vokalmusik, klaver og fløjte stykker etc.
Hyde var udøvende koncertpianist, og optrådte med orkestre såsom London Philharmonic Orchestra, og London Symphony Orchestra, under ledelse af dirigenter såsom Sir Malcolm Sargent og Constant Lambert, bl.a. med uropførelsen af sin egen Klaverkoncert nr. 1. Efter sin hjemkomst til Australien (1936) underviste hun som lærer på bl.a. Musikkonservatoriet i Aldelaide, og levede som freelance komponist. Hun modtog flere priser f.eks.  Officer of the Order of the British Empire (OBE) (1981), og Officer of the Order of Australia (AO) (1991). Hun komponerede i en impressionistisk og post-romantisk stil.

## Udvalgte værker
- Klaverkoncert nr. 1 (1934) - for klaver og orkester
- Klaverkoncert nr. 2 (1935) - for klaver og orkester
- "Landsbymesse" (1943) - for orkester
- "Dal af klipper" (1975) - for klaver
- Klaversonate i G-mol (1941-44) - for klaver
- "Kelso", overture (1959) - for orkester